# 三家村 (文革用語)

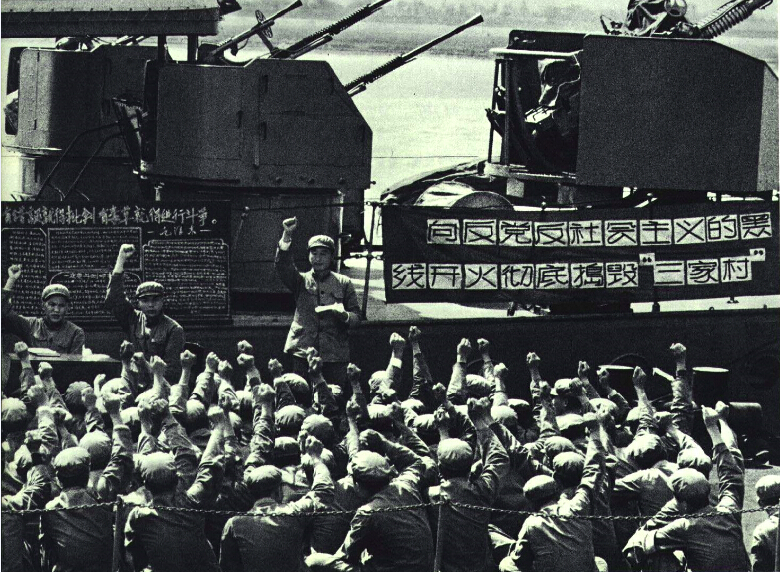
1966年对三家村的批判

三家村，被评论者称为发生在1966年的一场“文字狱”。1966年5月19日，經毛澤東同意，上海《解放日報》和《文匯報》發表姚文元之《評「三家村」》，批判北京市委书记处書記鄧拓、市委統戰部長廖沫沙和吳晗在《前線》雜誌之「三家村札記」專欄所寫之雜文:108。

## 名称的由来
三家村，本义是乡间人居寥落的地方。1961年9月，中共北京市委机关刊物《前线》杂志为“丰富刊物内容”、“活跃气氛”、“提高质量”，开辟了一个专栏《三家村札记》。该专栏邀请北京市委副书记邓拓、北京市副市长吴晗、北京市委统战部部长廖沫沙三人合写。他们约定，文章以一千字左右为限，每期刊登一篇，三人轮流写稿。作者由三人取一个共同的笔名：吴晗出“吴”字，邓拓出“南”字（笔名“马南邨”），廖沫沙出“星”（笔名“繁星”），合称“吴南星”。
从1961年10月到1964年7月，吴南星在《前线》杂志上共发表67篇杂文。这些文章的内容大部分以说古论今、谈天说地的形式，谈论思想修养、艺术欣赏等问题，个别篇章亦会应读者点题而作。其中一些篇章也批评了当时社会生活中的不良现象，对时弊有所讽喻。但这种批评与讽喻后来被认为是当作了“有步骤、有组织、有指挥”的政治行为，遭到批判。
《三家村札记》当中有几篇杂文可能隐含地批评当时毛的个人崇拜，在《专治“健忘症”》中，他们隐含地批判到毛泽东患了精神错乱症，批评毛因为特殊的“健忘”而食言，“得了这种病的人……常常表现出自食其言和言而无信……其结果不但是健忘，而且慢慢变成喜怒无常……容易发火，最后就发展为疯狂”，他们最后给出的药方是让健忘症病人赶紧休息，否则会出大乱子”。

## 遭到批判
4月10日至15日，彭真连续向北京市委开会传达毛泽东对《二月提纲》的批评，由于毛泽东把「三家村」列为「包庇坏人」中的「坏人」，彭真要求各级党组织对吴晗、邓拓、廖沫沙展开批判。4月16日，《北京日报》以三个版面的篇幅发表了《关于「三家村」和〈燕山夜话〉的批判》，严厉批判三人「反动」、「向党向社会主义进攻」、「大量宣传了封建阶级和资产阶级的思想」，同时在编者按自我检讨：「本刊、本报过去发表了这些文章又没有及时批判，这是错误的。其原因是我们没有实行无产阶级政治挂帅，头脑中又有资产阶级、封建阶级思想的影响，以致在这一场严重的斗争中丧失立场或者丧失警惕」。然而彭真在同时召开的四月杭州会议被再度批判，《北京日报》的批判「三家村」文章也被中央书记处因「北京市委毫无自我批评」而禁止转载。
1966年5月在江青策动下，通过《向反党反社会主义的黑线开火》（“高炬”，1966年5月8日《解放军报》）、《擦亮眼睛、辨别真假》（关锋化名“何明”，同前《光明日报》）和《评“三家村”》（姚文元 ，1966年5月10日《解放日报》）“三家村札记”遭到批判，该专栏被定性为“反党反社会主义的大毒草”，“有指挥、有组织、有计划有目的地为复辟资本主义、推翻无产阶级专政作舆论准备的”。一般人认为，批判者的真实动机意在指向这三人身后的北京市党政系统。从此之后“三家村”被认定为是“反党集团”。邓拓被认为是“黑店的掌柜和总管”，吴晗是“急先锋”。
《人民日报》社论《横扫一切牛鬼蛇神》（1966年6月1日）写道：“剥削阶级的枪杆子被缴械了，印把子被人民夺过来了，但是他们脑袋里的反动思想还存在着”，“他们是不死心的”，“解放十六年思想文化战线上连续不断的斗争，直到这次大大小小‘三家村’反党反社会主义黑线的被揭露，就是 一 场复辟与反复辟的斗争。”更是以最高权威从政治上定调，一个思想治罪的网罗因此在全国范围内撒开：所有对现实稍有意见，或被领导、群众认为有不满情绪、不健康思想，常常撰文发表赚额外稿费引起嫉恨的人，那些喜欢合群、唱和的大大小小的文人，或普通爱好者，在当时都曾被冠以“三家村”的帽子。（参考资料：《红旗》杂志1966年第7、8期）
1966年6月2日，人民日报发表由北京大学哲學系教师的聶元梓、宋一秀、夏劍豸、楊克明、趙正義、高雲鵬、李醒塵写的文章《第一張馬列主義大字報》，号召：“一切革命的知識分子，是戰鬥的時候了！讓我們團結起來，高舉毛澤東思想的偉大紅旗，團結在黨中央和毛主席的周圍，打破修正主義的種種控制和一切陰謀詭計，堅決、徹底、乾淨、全部地消滅一切牛鬼蛇神、一切赫魯曉夫式的反革命的修正主義分子，把社會主義革命進行到底。”
同日，人民日报发表《歡呼北大的一張大字報》，开头写道：“聶元梓等同志的大字報，揭穿了“三家村”黑幫分子的一個大陰謀！” ““三家村”黑店的掌櫃鄧拓被揭露出來了，但是這個反黨集團並不甘心自己的失敗。他們仍然負隅頑抗，用“三家村”反黨集團分子宋碩的話來說，叫作“加強領導，堅守崗位”。” “三家村”黑幫是詭計多端的。在前一個時候，他們採取“犧牲車馬，保存主帥”的戰術。”“那些什麼“三家村”、“四家村”，不過是紙老虎，他們的“將帥”保不住，他們的“車馬”也同樣是保不住的。”

## 后果
对三家村的批判成为文革的直接突破口。最终导致了北京市委的崩溃、改组及其随后一系列的政治变动终致刘少奇、邓小平的倒台。邓拓、吴晗也在不断升级的批判与迫害中含恨而死。
全国各地也都掀起了揪大大小小的“三家村”、“四家店”的浪潮，斗争矛头转而指向党政军领导干部和文艺、理论、新闻、出版界的知识分子身上。“三家村”成了“反党反社会主义黑线”的代名词，并流行一时，形成恐怖气氛。因此罹祸者甚众。连与文化无关的小单位，也要揪个“三家村”出来；否则就是“不抓阶级斗争”。

## 平反
1978年8月，经中央批准，中共北京市委作出《关于“三家村”冤案的平反决定》，撤销原中央专案审查小组办公室对邓、吴、廖三人所作的结论，恢复他们的政治名誉，为邓拓、吴晗举行追悼会，廖沫沙后曾任北京政协副主席。

## 武汉大学三家村
1966年，时任武汉大学校长的李达、武汉大学党委书记朱劭天、常务副校长何定华被认为是武大的“三家村”，并予以批判。
1964年，朱劭天被调离武大，湖北省省委另派庄果担任武大党委书记一职，并主持工作。庄果任武大党委书记时，参与领导批斗中共元老、校长李达，并且在1966年7月19日私拆李达写给毛泽东的“救命信”。1966年8月25日，李达于武汉不治身亡。文化大革命结束后李达于1978年得到平反。

## 扩展阅读
- 文革第一冤案：“三家村”文字狱始末（页面存档备份，存于）